# George Abernethy
Pour les articles homonymes, voir Abernethy.
George Abernethy, né le 7 octobre 1807 et mort le 2 mars 1877, est un pionnier et un entrepreneur américain. Il devint le premier gouverneur de l'Oregon sous le gouvernement provisoire instauré jusqu'à la formation du territoire de l'Oregon. Ayant à l'origine voyagé vers l'Oregon Country comme missionnaire méthodiste, il décida de participer à la vie politique et fonda le premier journal américain à l'ouest des montagnes Rocheuses.